# Arene cruentata
Arene cruentata är en snäckart som först beskrevs av Megerle von Muhlfeld 1829.  Arene cruentata ingår i släktet Arene och familjen turbinsnäckor. Inga underarter finns listade i Catalogue of Life.

## Bildgalleri

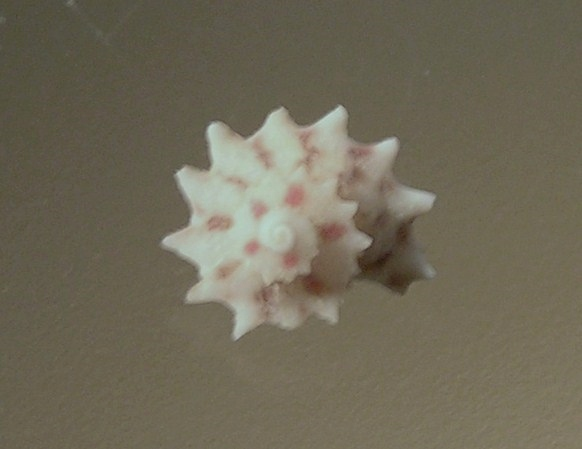
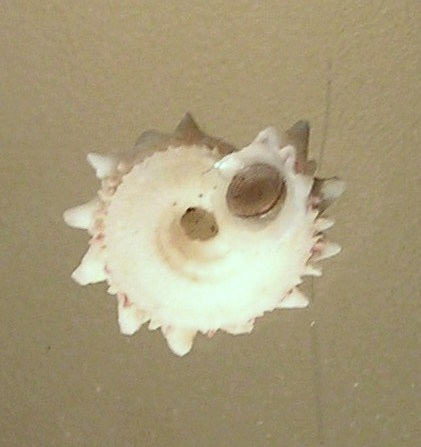